# Eremomela atricollis
La eremomela cuellinegra (Eremomela atricollis)
es una especie de ave paseriforme de la familia Cisticolidae propia de África central. 

## Distribución y hábitat
Se encuentra en el norte de Angola, el sur de la República Democrática del Congo y Zambia. Su hábitat natural son los bosques tropicales secos y la sabana.